# ماثيو داي
ماثيو داي (22 سبتمبر 1987 في أستراليا - ) (بالإنجليزية: Matthew Day)‏ هو لاعب كريكت أسترالي. لعب مع فريق تسمانيا للكريكت وSydney Thunder ‏.

## وصلات خارجية
- ماثيو داي على موقع إي آس بي آن كريك إنفو (الإنجليزية)